# Cephalotes peruviensis
Espèce

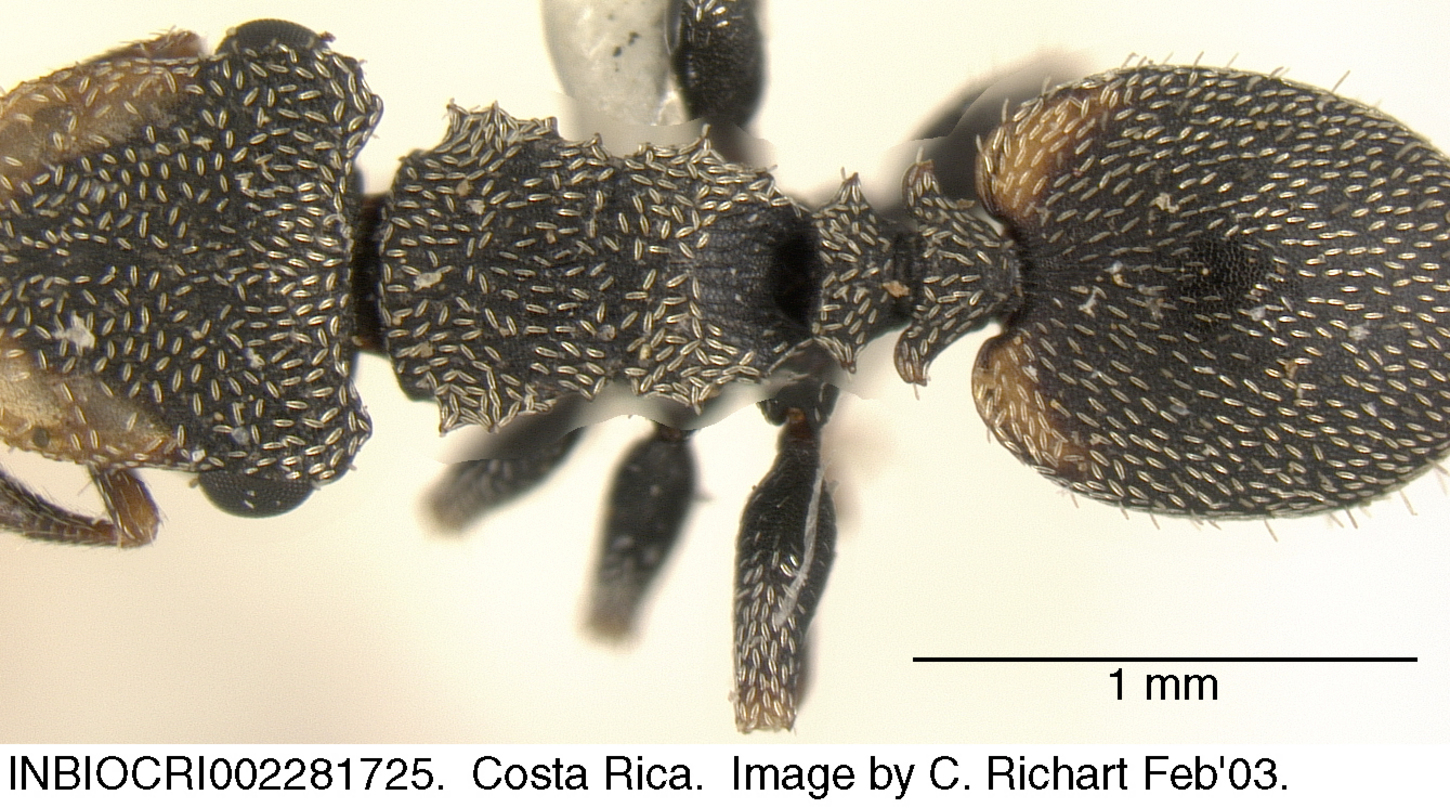
C. peruviensis, Costa Rica, 2003.

Cephalotes peruviensis est une espèce de fourmis arboricoles de la sous-famille des Myrmicinae,.

## Distribution
Cette espèce est endémique du quart nord-ouest l'Amérique du Sud: du Pérou à l'ouest, jusqu'au Costa Rica.

### Découverte
Elle fut découverte au Pérou, comme son nom l'indique.

## Description
Comme les autres espèces du genre Cephalotes, C. peruviensis se caractérise par l'existence de soldats spécialisés dotés d'une tête surdimensionnée et plate ainsi que des pattes plus plates et plus larges que leurs cousines terrestres.
Elle fut décrite et classifiée par l'entomologiste brésilienne Maria Lourdes de Andrade (d) en 1999, qui lui donna son nom actuel.

## Étymologie
- Cephalotes : « de la tête », « avec une tête développée »[5]

- Son épithète spécifique, composée de peru et du suffixe latin -ensis, « qui vit dans, qui habite », fait référence au Pérou où l'espèce a été découverte.

## Publication originale
- (en) Maria L. de Andrade et Cesare Baroni Urbani Basel, « Diversity and Adaptation in the Ant Genus Cephalotes Past and Present (Hymenoptera, Formicidae) », Staatliches Museum für Naturkunde, 1999, 899 pages (lire en ligne).